# Palpita shafferi
Palpita shafferi là một loài bướm đêm trong họ Crambidae.